# 2013 en numismatique
Chronologie de la numismatique
- 2012 en numismatique - 2013 en numismatique - 2014 en numismatique

Cet article présente les faits marquants de l'année 2013 en numismatique.

## Principaux événements numismatiques de l'année 2013

### Par dates

#### Février
- 1er février 2013 :
  -   Allemagne : émission de la ?e pièce commémorative de 2 euros du pays et 8e sur 16 de la série des Länder, consacrée au land de Bade-Wurtemberg[1]. Sur cette pièce est représenté le monastère cistercien de Maulbronn[1].
- 19 février 2013 : 
  -  États-Unis : émission de la pièce du président William McKinley de la série de pièces de 1 dollar des Présidents des États-Unis.

#### Avril
- 11 avril 2013 : 
  -  États-Unis : émission de la pièce du président Theodore Roosevelt de la série de pièces de 1 dollar des Présidents des États-Unis.

#### Mai
- 2 mai 2013 : 
  -  Zone euro : lancement de la deuxième série de billets en euros, dite série « Europe », avec le billet de 5 euros. Les billets de la première série continuent de circuler et d'avoir cours légal, y compris ceux de 5 euros.

#### Juin
- 25 juin 2013 : 
  -  Lituanie : mise en circulation d'une pièce commémorative de 1 litas dédiée à la présidence de l'Union européenne du pays du 1er juillet 2013 au 31 décembre 2013. Cette pièce en cupronickel a été émise à 100 000 exemplaires[Nu. 1],[2].
- 26 juin 2013 : 
  -  Singapour : émission d'une nouvelle série de pièces en dollars, la troisième de l'histoire du pays et de cette monnaie. Elle comprend des pièces de 5, 10, 20, 50 cents et 1 dollar[Nu. 1],[3]
- (date à préciser) : 
  -  Hongrie : dans le cadre d'une série pan-européenne dédiée aux écrivains et poètes européens, émission d'une pièce commémorative de 5 000 forint dédiée au poète et traducteur hongrois Sándor Weöres. Cette pièce BE est en argent 925 ‰ et est tirée à 5 000 exemplaires[Nu. 1],[4].

#### Juillet
- 1er juillet 2013 :
  -  Croatie : émission d'une pièce commémorative circulante de 25 kunas (25 HRK) dédiée à l'adhésion du pays à l'Union européenne. La pièce bimétallique est émise à 500 000 exemplaires[Nu. 2],[5].
  -  Russie : émission d'une pièce commémorative de 10 roubles (10 RUB) de la série « Villes de victoire » qui commémore les villes russes ayant joué un rôle important pendant la Seconde Guerre mondiale, dédiée à la ville de Pskov. La pièce est émise à 10 millions d'exemplaires[Nu. 2],[6].
- 4 juillet 2013 :
  -  Australie (date à vérifier) : émission d'une pièce commémorative non destinée à la circulation de 1 dollar (1 AUD) dédiée au 60e anniversaire de la fin de la Guerre de Corée. Son tirage n'est pas connu. Une version en argent BE de cette même pièce pièce est aussi disponible à 5 000 exemplaires[Nu. 2],[7].
- 5 juillet 2013 :
  -  Bangladesh (date à vérifier) : émission d'une pièce commémorative de 100 taka en argent 925 ‰ dédiée au centenaire de la fondation du Musée national du Bangladesh, frappée par la Japan Mint. Son tirage est inconnu. Un billet de même valeur a également été émis pour marquer cet anniversaire[Nu. 2],[8],[9].
- 9 juillet 2013 : 
  -  États-Unis : émission de la pièce du président William Howard Taft de la série de pièces de 1 dollar des Présidents des États-Unis.
  -  Curaçao et Saint-Martin (date à vérifier) : émission d'une pièce commémorative de 5 florins (5 ANG) en argent 925 ‰ célébrant le 150e anniversaire de l'abolition de l'esclavage. Elle n'est tirée qu'à 750 exemplaires[Nu. 2],[10].
  -  Lettonie (date à vérifier) : émission d'une pièce commémorative de 1 lats (1 LVL) en argent 925 ‰ dédiée au 150e anniversaire de la naissance du compositeur, pianiste, chef de chœur, pédagogue et critique musical Jāzeps Vītols. Tirage inconnu[Nu. 2],[11].
  -   Slovaquie : émission d'une pièce commémorative de 2 euros (2 EUR) dédiée au 1150e anniversaire de la mission des saints Cyrille et Méthode en Grande-Moravie. 1 000 000 d'exemplaires sont émis[Nu. 2],[12]
- (date à préciser) :
  -  Kazakhstan : émission de deux pièces commémoratives de 50 tenge (50 KZT), les premières d'une nouvelle série commémorant les contes traditionnels kazakhs. La première est dédiée à Aldar Kose, héros présent dans de nombreux contes, dont une version en argent avait été émise à 4 000 exemplaires en 2011, et la seconde présente le conte de Kolobok. Chacune est tirée à 100 000 exemplaires[Nu. 2],[13].

#### Octobre
- 17 octobre 2013 : 
  -  États-Unis : émission de la pièce du président Woodrow Wilson de la série de pièces de 1 dollar des Présidents des États-Unis.

#### Novembre
- 7 novembre 2013 :
  -  Canada : sortie des nouveaux billets de 5 et 10 dollars canadiens de la série polymère.
- 14 novembre 2013 : 
  -  États-Unis : émission de la pièce de Ida McKinley de la série de 10 dollars des Premières épouses des États-Unis.
- 21 novembre 2013 : 
  -  États-Unis : émission de la pièce de Edith Roosevelt de la série de 10 dollars des Premières épouses des États-Unis.

#### Décembre
- 2 décembre 2013 : 

Symbole du rouble russe depuis le 11 décembre 2013.

  -  États-Unis : émission de la pièce de Helen Herron Taft de la série de 10 dollars des Premières épouses des États-Unis.
- 9 décembre 2013 : 
  -  États-Unis : émission de la première pièce de Ellen Wilson de la série de 10 dollars des Premières épouses des États-Unis.
- 11 décembre 2013 :
  -  Russie : adoption par la Banque de Russie d'un symbole officiel pour la monnaie nationale, le rouble, à la suite d'un vote tenu depuis le 5 novembre sur le site de la Banque centrale de Russie : ₽, un Р (lettre er, initiale de « rouble » en russe, équivalent cyrillique du R) barré d'une simple barre horizontale. Ce symbole, qui était utilisé de manière officieuse depuis 2007, a obtenu 61 % des voix et remplace l'abréviation руб./Pуб ou encore plus simplement P en usage jusqu'alors. Au moment de son lancement, il n'était pas possible de reproduire ce symbole sur un traitement de texte, nécessitant ainsi une mise à jour de ces logiciels. De nouvelles pièces avec ce symboles sont prévues pour 2014 ainsi que de nouveaux billets avec ce symbole[14],[15].
- 16 décembre 2013 : 
  -  États-Unis : émission de la seconde pièce de Ellen Wilson de la série de 10 dollars des Premières épouses des États-Unis.

#### Année
- Liste des pièces de collection françaises en euro (2013)

### Numista
1. 1 2 3  « La semaine numismatique - 23 au 29 juin 2013 », Numista, 4 juillet 2013.
2. 1 2 3 4 5 6 7 8  « La semaine numismatique - 30 juin au 6 juillet 2013 », Numista, 13 juillet 2013.

### Autres
1. 1 2  Deutschalnd, Serie „Die Bundesländer“, sur zwei-euro.com.
2. ↑  (es) « Lituania. 1 litas 2013 "Presidencia Consejo Unión Europea" », sur Numismatica Visual, 26 juin 2013 (consulté le 3 septembre 2020).
3. ↑  « Singapore 2013 - New coin family released », sur blogspot.ca (consulté le 3 septembre 2020).
4. ↑  « Hungary 5000 forint 2013 - Sándor Weöres », sur blogspot.ca (consulté le 3 septembre 2020).
5. ↑  (es) « Croacia. 25 kunas 2013 "Nuevo miembro Unión Europea" », sur Numismatica Visual, 2 juillet 2013 (consulté le 3 septembre 2020).
6. ↑  (es) « Rusia. 10 Rublos 2013 Ciudades de Gloria Militar – Pskov », sur Numismatica Visual, 28 juin 2013 (consulté le 3 septembre 2020).
7. ↑  « Australia 1 dollar 2013 - Korean War », sur blogspot.ca (consulté le 3 septembre 2020).
8. ↑  « Bangladesh 100 taka 2013 - National Museum », sur blogspot.ca (consulté le 3 septembre 2020).
9. ↑  « Banknote News », sur banknotenews.com via Wikiwix (consulté le 15 octobre 2023).
10. ↑  « Curaçao and Sint Maarten 5 guilder 2013 - Abolition of slavery », sur blogspot.ca (consulté le 3 septembre 2020).
11. ↑  « Latvia 1 lats 2013 - Jazeps Vitols », sur blogspot.ca (consulté le 3 septembre 2020).
12. ↑  (es) « Eslovaquia. Emitidos 2€ cc 2013 “Constantino y Metodio” », sur Numismatica Visual, 5 juillet 2013 (consulté le 3 septembre 2020).
13. ↑  (es) « Kazajistán. Nueva serie 50 tenge "Cuentos populares" », sur Numismatica Visual, 4 juillet 2013 (consulté le 3 septembre 2020).
14. ↑  « Экономика: Деньги: Банк России утвердил символ рубля », Lenta.ru,‎ 25 novembre 2013 (consulté le 11 décembre 2013)